# Lichtenau im Waldviertel
Pour les articles homonymes, voir Lichtenau.
Lichtenau im Waldviertel est une commune autrichienne du district de Krems en Basse-Autriche.